# بطارية الصوديوم والكبريت

مخطط توضيحي لمقطع بطارية صوديوم-كبريت.

بطارية صوديوم-كبريت هي نوع من أنواع بطاريات الملح المصهور، والتي تتألف من مصهور الصوديوم (المصعد) ومصهور الكبريت (المهبط).
يتميز هذا النوع من البطاربات بارتفاع كثافة الطاقة، وكذلك بارتفاع كفاءة عمليتي الشحن والتفريغ. كما تتميز هذه البطارية بطول عمرها النسبي وانخفاض تكلفة تصنيعها. بسبب ارتفاع درجة حرارة تشغيل هذه البطارية، حيث تتراوح درجات حرارة بين 300 إلى 350 °س؛ وبسبب الطبيعة الأكالة لمركبات متعددات الكبريتيد ومتعددات السلفان فإن هذه البطاريات ملائمة لتشغيلها في تطبيقات تخزين الطاقة الثابتة، خاصة أن هذه الخلية الكهربائية تصبح أكثر اقتصادية كلما زاد حجمها.